# Marius Bourbon
 (novembre 2024).
Marius Bourbon, né le 1er mai 1915 à Saint-Leu-Taverny et mort le 26 mars 1974 à Ballancourt-sur-Essonne, est un résistant français, chef du détachement Valmy.

## Biographie
Mobilisé en 1939, il retrouve la vie civile en octobre 1940 et reprend immédiatement contact avec les réseaux communistes clandestins. Il est rapidement chargé de la section des cadres de la région "Paris-Ville", et travaille essentiellement en soutien logistique de la direction clandestine du parti.
En octobre 1941, on lui confie la tâche de constituer un groupe spécial chargé d'éliminer les traitres au parti. Ce groupe s'attaque principalement aux transfuges du PCF passés à la collaboration, comme Marcel Gitton ou Fernand Soupé. Ce groupe, composé à l'origine de Bourbon (qui utilise le pseudonyme de "Bordeaux"), Marcel Cretagne, Emile Bevernage et Fosco Focardi, est rebaptisé "groupe Valmy" en 1942.
À partir de cette date, les objectifs du groupe changent : il prend pour cible des militaires allemands et des collaborationnistes pas forcément issus des rangs communistes. Bordeaux et les autres membres du groupe sont cependant ébranlés après l'exécution de Georges Déziré, désigné par la direction du parti comme traitre responsable des arrestations qui touchent l'appareil communiste début 1942, et plusieurs demandent à être déchargés des tâches "punitives". Puis, en août, c'est l'ensemble du groupe qui demande officiellement que les exécutions de "traîtres" soient arrêtées, expliquant qu'ils ne représentent plus de danger compte tenu de leur discrédit.
Si les exécutions de traitres sont réduites, Bourbon est encore contraint de procéder personnellement à celle de Mathilde Dardant, en octobre 1942.
Quelques jours plus tard, Bourbon est arrêté par la police française, et dans la foulée plusieurs membres du groupe Valmy, dont Focardi. Il est déporté, ainsi que les autres membres du groupe, auxquels se rajoutent Robert Dubois et Jean Laffitte en mars 1943 vers le camp de Mauthausen. Bourbon est lui ensuite envoyé à Gusen, puis à Ebensee.
Délivré par les troupes américaines, il rentre en France et reprend contact avec le PCF. Il est cependant exclu du parti en 1947, après une longue enquête interne dont les conclusions peuvent être sujettes à caution. Comme nombre d'exclus, Bourbon ne témoignera jamais officiellement de son rôle dans la résistance ni sur son exclusion.

## Sources bibliographiques
- Jean-Marc Berlière et Franck Liaigre, Liquider les traîtres, ed. Robert Laffont, 2007.